# زحف نمط الحياة

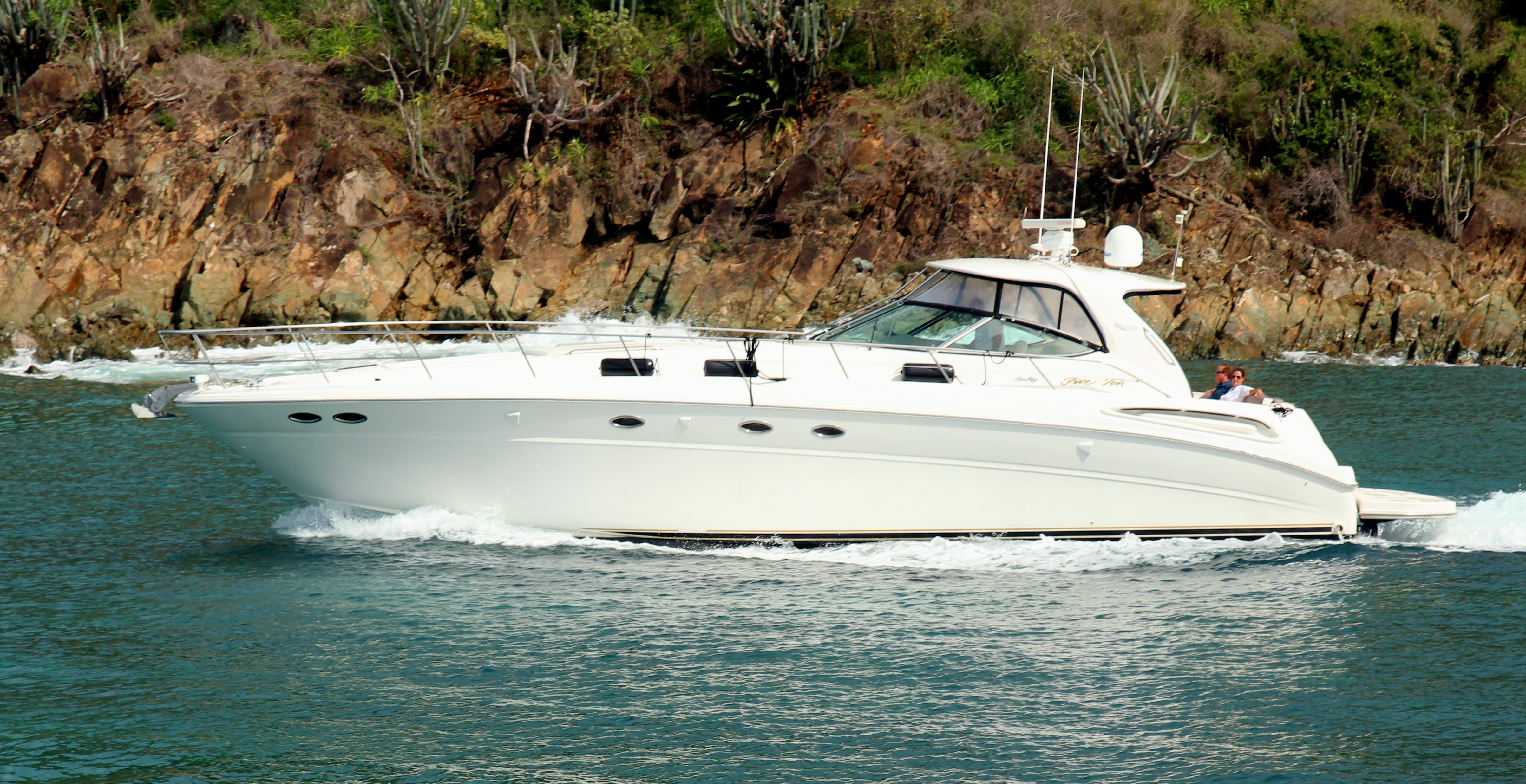
يمكن أن يدل شراء السلع الفاخرة ذات الثروة المتزايدة على زحف في نمط الحياة

زحف نمط الحياة، المعروف أيضًا باسم تضخم نمط الحياة، هو ظاهرة تحدث عندما يتم إنفاق المزيد من الموارد على مستوى المعيشة، تصبح الكماليات السابقة من الضروريات المتصورة.
يمكن أن يزيد الدخل التقديري للفرد نتيجة لزيادة الدخل أو انخفاض التكلفة، مثل سداد الرهن العقاري. مع زيادة الدخل التقديري، يصبح الأفراد قادرين على إنفاق الأموال على أشياء كانت في السابق لا يمكن تحملها. يحدث زحف نمط الحياة عندما يزيد الإنفاق بنفس معدل الدخل. يمكن أن ينعكس ذلك في عمليات الشراء، مثل السيارات باهظة الثمن أو المنزل الثاني. إن إنفاق الأموال على الأشياء ذات تكاليف الصيانة المستمرة، مثل عضوية النادي, يظهر أيضًا في زحف نمط الحياة.
زحف نمط الحياة يميل إلى أن يكون غدرًا، لذلك يمكن أن يكون من الصعب تحقيق ذلك يحدث. هذا هو السبب في أن بعض الخبراء قد يطلق عليه «الصمت التضخم». على الرغم من أنه من الصعب تصور, يمكن أن تكون معدية مثل الناس مقارنة أسلوب حياتهم مع الآخرين. علامات الحياة زحف يمكن أن تشمل صعوبة في توفير المال وزيادة الديون. جعل ميزانية ووضع حد النفقات يمكن أن تحد من زحف نمط الحياة.
هذه الظاهرة شائعة بين الشباب في منتصف العشرينيات وحتى أوائل الثلاثينيات. في هذه الفئة العمرية، يؤدي التقدم الوظيفي السريع إلى مزيد من الدخل التقديري الذي يمكن أن يؤدي إلى زيادة الإنفاق.
يمكن أن يصبح أيضًا مشكلة خاصة بالقرب من سن التقاعد، حيث يميل الأفراد إلى تحقيق أعلى دخل ممكن وانخفاض التكاليف, مثل عدم تحمل العبء المالي لتربية الأطفال. عندما يتقاعد الأفراد ويحاولون الحفاظ على نمط حياة فخم سابقًا، فقد يعانون ماليًا. علاوة على ذلك، من الصعب تقليل نمط الحياة.